# Аміт Бен-Шушан
Аміт Бен-Шушан (івр. עמית בן שושן, нар. 23 травня 1985, Єрусалим) — ізраїльський футболіст, що грав на позиції нападника.
Виступав, зокрема, за клуб «Бейтар» (Єрусалим), а також національну збірну Ізраїлю.

## Клубна кар'єра
Народився 23 травня 1985 року в місті Єрусалим. Вихованець футбольної школи клубу «Бейтар» (Єрусалим). Дорослу футбольну кар'єру розпочав 2004 року в основній команді того ж клубу, в якій провів дев'ять сезонів, взявши участь у 237 матчах чемпіонату. Більшість часу, проведеного у складі єрусалимського «Бейтара», був основним гравцем атакувальної ланки команди.
Згодом з 2013 по 2015 рік грав у складі команд «Анортосіс» та «Маккабі» (Нетанья).
Завершив ігрову кар'єру у команді «Хапоель» (Єрусалим), за яку виступав протягом 2015—2016 років.

## Виступи за збірні
Протягом 2005–2007 років залучався до складу молодіжної збірної Ізраїлю. На молодіжному рівні зіграв у 9 офіційних матчах, забив 1 гол.
У 2006 році дебютував в офіційних матчах у складі національної збірної Ізраїлю.
Загалом протягом кар'єри в національній команді, яка тривала 3 роки, провів у її формі 12 матчів, забивши 2 голи.